# 三千年的渴望
《三千年的渴望》（英語：Three Thousand Years of Longing）是一部2022年澳大利亞史詩奇幻愛情片，改編自A·S·拜厄特的短篇故事《夜鶯眼中的惡靈》。電影由喬治·米勒編劇和執導，伊卓瑞斯·艾巴和蒂妲·絲雲頓主演。劇情講述一位滿足於生活的學者遇到了一位精靈，並向對方提供三個願望以換取他的自由。他們在伊斯坦堡的一間酒店房裡的談話導致了雙方都沒有預料到的後果。本片2022年5月20日登上第75屆坎城影展舉行全球首映，2022年8月26日在美國上映，2022年9月1日澳大利亞上映；外界口碑以正面居多，但商業表現不佳而歸為票房炸彈。

## 故事概要
艾莉西亞·賓尼（Alithea Binnie）是一位孤獨的英國學者，她偶爾會被攸關惡魔的奇異幻覺所困擾。某次在前往伊斯坦堡的旅行期間，艾莉西亞買下了一個古董瓶子，意外釋放了一個被困在裡面的精靈 。精靈向艾莉西亞提出要實現她三個願望的機會，只要每一個都是發自她內心的願望，但艾莉西亞認為願望是騙人的，指責精靈是個騙子。作為對她的指控的回應，精靈繼續向她講述了他過去的三個故事，以及他最終是如何被困在瓶子裡的經過。
精靈講述的第一個故事是攸關示巴女王 - 即他的表親和情人 - 被所羅門王求愛的故事。所羅門王將精靈囚禁在瓶子裡，以求留住示巴。第二個故事以蘇萊曼大帝宮殿中的年輕妃子古爾滕（Gulten）為中心。古爾滕在找到精靈的瓶子後，希望蘇萊曼的兒子穆斯塔法愛上她，同時希望生下他的孩子。然而，穆斯塔法被他偏執的父親謀殺，導致古爾滕拋下精靈棲身的瓶子並逃跑了。儘管精靈試圖追上和拯救她，但最終身懷六甲的古爾滕還是在許下最後的願望之前，便在蘇萊曼的命令下被殺死。
精靈在宮殿裡游蕩了100多年，由於瓶子的隱匿特性，看不見摸不著。與此同時，年輕的王子穆拉德四世和易卜拉欣幾乎發現了瓶子，但他們未能成功打開瓶子。多年後，穆拉德四世參戰，成為一個惡毒無情的統治者，後來死於酗酒。易卜拉欣成為新的蘇丹，並開始迷戀性感的妃子。其中他最喜歡的寵妃（Sugar Lump）不小心取回了瓶子，於是精靈出現在她面前，拼命地懇求她許願。出於害怕和困惑，這名寵妃希望精靈回到他的瓶子裡，然後把瓶子扔進海裡。
在精靈的最後一個故事中，他講述了一位土耳其商人的年輕妻子澤菲爾（Zefir）的故事，澤菲爾在19世紀中葉取得瓶子後，得到了精靈給予她的願望。澤菲爾首先希望獲得知識，精靈以文學的形式授予知識，然後以精靈的方式感知世界。儘管精靈對澤菲爾的喜愛與日俱增，而且她現在已經懷上了他的孩子，但他的出現和她新發現的知識，反而讓她變得越來越窒礙難行。精靈願意隨時住在他的瓶子裡，但當他開始回到瓶子裡時，澤菲爾希望忘記她曾經見過神靈的事情，讓他再次被囚禁和不為人知。精靈的最後一個故事觸動了艾莉西亞的內心，她希望精靈和她自己墜入愛河。
之後，精靈和艾莉西亞共同返回倫敦。某日艾莉西亞發現精靈逐漸變得衰弱，得知這是由於城市的手機信號塔和衛星傳輸在與他的超自然生理相互作用時所產生的影響，艾莉西亞用她的第二個願望讓重病的精靈再次說話，為她先前用她的願望拒絕了他們自然墜入愛河的機會而道歉，最終艾莉西亞動用她的第三個兼最後的願望讓精靈重獲自由，使得精靈能夠回來到“精靈的領域”。
艾莉西亞雖然希望再也見不到他，但是恢復正常狀態的精靈在三年後重返人類世界拜訪了艾莉西亞，此後固定在她的一生中定期往返人類世界和精靈的領域探望她。

## 演員
- 伊卓瑞斯·艾巴飾演精靈
- 蒂妲·絲雲頓飾演艾莉西亞·賓尼
- 阿米托·拉古姆（英语：Aamito Lagum）飾演示巴女王
- 布爾庫·格爾格達爾（Burcu Gölgedar）飾演澤菲爾
- 馬泰奧·波切利（Matteo Bocelli）飾演穆斯塔法皇子

## 製作
2018年10月，宣佈喬治·米勒下一部作品片名為《三千年的渴望》（Three Thousand Years of Longing），並預計於2019年開始拍攝。同月，宣佈伊卓瑞斯·艾巴和蒂妲·絲雲頓加盟主演陣容。2019年7月，米勒表示前期製作將於2019年年末開始進行，並預計於2020年3月在澳大利亞開始拍攝。然而受2019冠狀病毒病疫情影響，拍攝工作延期至2020年11月在澳大利亞開始進行。

## 評價
《三千年的渴望》在歐美影評圈獲得整體正面為主的評價，根据評論匯總网站爛番茄汇总的221篇评论文章，71%的评论家给予该作正面评价，平均打分为6.5分（满分10分），網站共識評價寫道：「雖然《三千年的渴望》的故事沒有其視覺奇觀那麼令人印象深刻，但電影的野心很難不佩服。」Metacritic則根據50條評論，打出61分的加權平均分數（滿分100分），代表「褒貶不一或中庸」。

## 外部連結
- 互联网电影数据库（IMDb）上《三千年的渴望》的资料（英文）